# Palaeoloxodon naumanni
Palaeoloxodon naumanni és una espècie extinta de mamífer proboscidi de la família dels elefàntids que visqué a l'Àsia oriental durant el Plistocè, fa entre 26.000 i 340.000 anys. Se n'han trobat restes fòssils al Japó, Taiwan. i, possiblement, la Xina. És un animal molt freqüent en els jaciments d'aquesta regió i aquesta època, amb més de 300 localitats documentades a l'arxipèlag japonès. El seu hàbitat natural eren els boscos temperats mixtos de frondoses i coníferes perennifòlies. Fou anomenat en honor del geòleg alemany Heinrich Edmund Naumann, que en descobrí el material original.